# Ha da venì... don Calogero
Ha da venì... don Calogero è un film italiano del 1951 diretto da Vittorio Vassarotti.

## Trama
Un bonario sacerdote eredita una grossa somma di denaro da un allievo della sua scuola elementare, che ha fatto fortuna in America. Immediatamente, tutta la gente del paese inizia per proprio conto a fare progetti, ma il prelato sorprende tutti e decide di destinare la somma al primo della classe, un allievo che sta per espatriare con la sua famiglia in Belgio. Unica condizione posta è una catena di solidarietà; infatti, il bambino, una volta diventato maggiorenne, dovrà passare la somma a un altro "primo della classe" di quell'Istituto.

## Commento
Il film, girato in esterni nel comune di Montopoli di Sabina, venne iscritto al Pubblico registro cinematografico con il n. 1.050. Il film ottenne due visti di censura: la prima presentazione alla Commissione di Revisione Cinematografica avvenne l'8 gennaio 1952, e ottenne il visto n. 11.307 del 23 gennaio 1952, con una lunghezza della pellicola di 2.100 metri. Venne ripresentato in Commissione il 23 dicembre 1952 e ottenne il secondo visto n. 13.433 il 29 dicembre 1952 con una lunghezza di 2.249 metri.. Incassò appena 32.000.000 di lire. Conosciuto con tre titoli diversi, Il filo d'erba, L'inganno della sposa e Benvenuto reverendo.